# Zusters van Bon Secours
De congregatie van de Zusters van Bon Secours (Engels: Congregation of Sisters of Bon Secours, CBS) is een internationale rooms-katholieke religieuze vrouwelijke kloosterorde, die zich tot taak stelt zorg te dragen voor zieken en stervenden. 

## Geschiedenis
De orde werd in 1824 te Parijs opgericht door Josephine Potel. Hoewel het doel van de congregatie tot op heden is om patiënten van alle sociaaleconomische groepen te verzorgen, besturen ze in sommige gebieden alleen commerciële privé-ziekenhuizen. In lijn met de naam van de orde ("bon secours" betekent "goede bijstand" in het Frans) is het motto van de congregatie "hulp verlenen aan mensen in nood".
De zusters waren aanvankelijk actief in Frankrijk, en verzorgden de gewonden tijdens de Revolutie van 1848 en de Frans-Duitse Oorlog in 1870, en de zieken tijdens de cholera-epidemie van 1893 in Boulogne-sur-Mer. In 1832 namen ze de leiding over een weeshuis, op verzoek van de aartsbisschop van Boulogne. Hun activiteiten breidden zich uit naar andere landen en andere sectoren.
De orde vestigde zich in Ierland (1861), Engeland (1870), de Verenigde Staten (1881), Schotland (1948), Tsjaad (1957), Tanzania (2006) en Peru (2017).

## Massagraf in Ierse Bon Secours Home

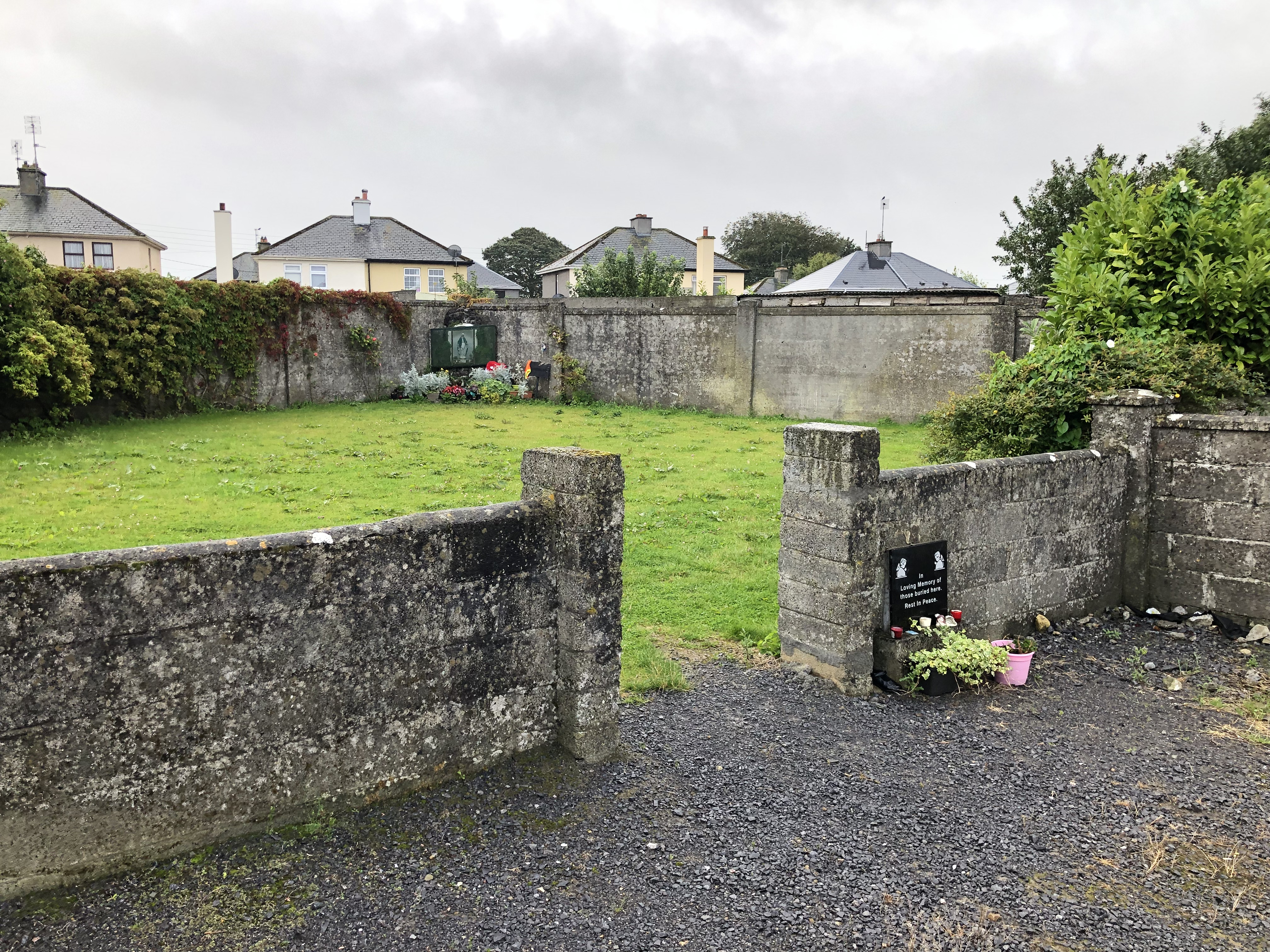
De plaats van het massagraf aan het Bon Secours Home in Tuam

Van 1925 tot 1961 bestuurden de zusters het Bon Secours Mother and Baby Home in Tuam te Ierland, waar in 2014 op aangeven van heemkundige Catherine Corless een massagraf ontdekt werd met honderden kinderen van ongetrouwde moeders die in het tehuis waren opgevangen en veelal door verwaarlozing om het leven kwamen. In die periode was het een grote schande om in het streng gelovige katholieke Ierland ongetrouwd zwanger te zijn. Andere kinderen werden tegen de wil van de moeder afgestaan voor adoptie, vooral naar de Verenigde Staten.
Op 14 juli 2025 startten de opgravingen van naar schatting zo'n 796 lijkjes, waarvan overlijdensakten bekend zijn. Ze worden geïdentificeerd en herbegraven; een werk van minstens twee jaar. Uit jarenlang DNA-onderzoek concludeerde men dat de slachtoffers, zowel foetussen als peuters tot drie jaar, waren omgekomen door ontbering.
Ook op andere plaatsen in Ierland kwamen dergelijke wantoestanden na uitgebreid onderzoek naar boven. In totaal zouden zo'n 9000 kinderen omgekomen zijn in achttien moeder- en kindertehuizen en in massagraven terecht gekomen zijn.